# Argostoli
Argostoli (grekiska: Αργοστόλι) är centralort på Kefalinia, Joniska öarna, Grekland. Den Staden hade cirka 10 000 invånare 2011. Staden förstördes i Jordbävningen på Joniska öarna 1953.